# Селкърк Рекс
Селкърк Рекс е порода котки, която се отличава със своята къдрава козина.
Породата произхоща от щата Монтана в САЩ през 1987 г. Тогава в приют попадат няколко малки котенца, едно от които има различна къдрава козина. То е осиновено от селекционера на котки Джери Нюман, която го нарича Мис Де Песто (момичето с къдравата коса от сериала Съдружници по неволя, изиграно от актрисата Алис Бейлси).
Котката Мис Де Песто е кръстосана с черен Персийски котарак. Раждат се три котенца с къдрава козина, които слагат началото на породата Селкърк Рекс и три с нормална права козина. Това показва, че генът има силно доминантен начин на наследвяване.

## За породата
Родословието на всички котки от породата Селкърк Рекс може да бъде проследено до котката, наречена Мис Де Песто. Джери Нюман кръщава породата на нейния втори баща, който се казва Селкърк. Това я прави първата (и за момента) единствена порода котки, кръстена на човек.
Селкърк Рекс е голяма и добре сложена порода, подобна на британска късокосместа. Козината на тези котки може да бъде дълга или къса. Тя е много мека и има вълнист вид с рошави, неструктурирани къдрици. Главата е кръгла с големи заоблени очи, средно големи уши и отчетлива муцина, чиято дължина е равна на половината от ширината ѝ.
Породата е официално призната от Международна фелиноложка асоциация (TICA) през 1992 г. От Американската асоциация на любителите на котки (ACFA)  през 1998 г. От Асоциацията на любители на котки (CFA) – през 2000 г.
Козината на Селкърк Рекс може да бъде във всички цветове, ключително сепия, сребриста, двуцветна, шоколадова и люлякова. Тази порода има изключително гъста козина и космите ѝ често капят. За разлика от други породи Рекс с по-малко козина, Селкърк Рекс не се препоръчва за хора със склонност към алергия към котки.

## Здраве
Не са известни здравословни проблеми, специфични за породата Селкърк Рекс. Развитието на породата води до правилна структура на главата, което е необходимо, за да предотврати усукване на сълзотворните канали. Това може да доведе до сълзене, при което сълзите се стичат в предната част на лицето или по гънките на муцуната и в резултат да се получи дерматит.
Подобно на други породи Рекс, е възможно да се появи дразнене във вътрешната част на ухото в резултат на къдравата козина. Това води до по-високо производство на ушна кал.
Хомозиготните котки (с две копия на доминатния ген Селкърк Рекс) могат да имат тенденция към прекомерно омазняване на козината, изискващо по-често къпане.
Други здравословни проблеми могат да бъдат наследени от ауткрос породите, използвани за кръстоска, включително бъбречна поликистоза от персийските котки и хипертрофична кардиомиопатия от британска късокосместа.
Отговорното отношение при развъждане на тази порода изисква да се направи преглед за тези болести, за да се минимизира въздействието им върху породата.

## Генетика
Селкърк Рекс се определя от автозомна доминантна аномалия на вълниста рексоидна козина, която се характеризира с къдрави косми, растящи на плътни снопове. Установено е, че къдравата козина на породата се дължи на гена KRT71. Той е ключов при кератинизацията на космения фоликул. Един алел от този ген е отговорен за безкосместата порода Сфинкс (hr) и за козината на Девон Рекс (re). Три мутации в KRT71 са идентифицирани при котките, които формират серия от алели KRT71SADRE > KRT71+ > KRT71re > KRT71hr, където SADRE е предложено локално обозначение за автозомната доминанта Selkirk на алела rex 21.